# Шокіна Людмила Георгіївна
Людмила Георгіївна Шокіна (1910, місто Царицин, тепер Волгоград Волгоградської області, Російська Федерація — ?) — українська радянська діячка, інженер, начальник цеху хімічної очистки Дніпропетровського машинобудівного заводу. Депутат Верховної Ради УРСР 3-го скликання.

## Біографія
Народилася у родині робітника мартенівського цеху металургійного заводу Георгія Яковича та домогосподарки Людмили Георгіївни Шокіних. У 1929 році закінчила середню школу в місті Сталінграді.
У 1929—1935 роках — студентка Московського хіміко-технологічного інституту імені Менделєєва.
У 1935—1941 роках — інженер-дослідник контрольної заводської лабораторії у місті Сталінграді.
У 1941 році була евакуйована на Урал. У 1941—1943 роках — інженер Уральського вагонобудівного заводу в місті Нижньому Тагілі Свердловської області РРФСР. У 1943—1945 роках — диспетчер, начальник хімічного цеху центральної електростанції станції Туймаза Куйбишевської залізниці Башкирської АРСР.
З 1945 року — інженер, начальник цеху хімічної очистки Дніпропетровського машинобудівного заводу.

## Нагороди
- ордени
- медалі